# سيزار إيبانيز
سيزار إيبانيز (بالإسبانية: César Ibáñez) هو لاعب كرة قدم مكسيكي، ولد في 1 أبريل 1992 في غوادالاخارا في المكسيك. شارك مع منتخب المكسيك تحت 17 سنة لكرة القدم ومنتخب المكسيك تحت 20 سنة لكرة القدم ومنتخب المكسيك تحت 23 سنة لكرة القدم. أما مع النوادي، فقد لعب مع سانتوس لاغونا ونادي أطلس.

## وصلات خارجية
- سيزار إيبانيز على موقع الاتحاد الدولي (مؤرشف)  (الإنجليزية)
- سيزار إيبانيز على موقع قاعدة بيانات كرة القدم.إي يو (الإنجليزية)
- سيزار إيبانيز على موقع Soccerway.com (الإنجليزية)
- سيزار إيبانيز على موقع عالم كرة القدم.نت (الإنجليزية)
- سيزار إيبانيز على موقع AS.com (الإسبانية)